# 400 meter häck för herrar i friidrott vid olympiska sommarspelen 2000
400 meter häck för herrar vid olympiska sommarspelen 2000 i Sydney avgjordes 24-27 september. 

## Medaljörer
| Gren           | Guld              | Guld  | Silver                               | Silver | Brons                       | Brons |
| 400 meter häck | Angelo Taylor USA | 47,50 | Hadi Soua'an Al-Somaily Saudiarabien | 47,53  | Llewellyn Herbert Sydafrika | 47,81 |

## Resultat
- Q innebär avancemang utifrån placering i heatet.
- q innebär avancemang utifrån total placering.
- DNS innebär att personen inte startade.
- DNF innebär att personen inte fullföljde.
- DQ innebär diskvalificering.
- NR innebär nationellt rekord.
- OR innebär olympiskt rekord.
- WR innebär världsrekord.
- AR innebär världsrekord (i detta fall asiatiskt) rekord
- PB innebär personligt rekord.
- SB innebär säsongsbästa.

### Försöksheat

#### Omgång 1
| Heat 1 av 8 Datum: Söndagen den 24 september 2000 | Heat 1 av 8 Datum: Söndagen den 24 september 2000 | Heat 1 av 8 Datum: Söndagen den 24 september 2000 | Heat 1 av 8 Datum: Söndagen den 24 september 2000 | Heat 1 av 8 Datum: Söndagen den 24 september 2000 | Heat 1 av 8 Datum: Söndagen den 24 september 2000 | Heat 1 av 8 Datum: Söndagen den 24 september 2000 | Heat 1 av 8 Datum: Söndagen den 24 september 2000 | Heat 1 av 8 Datum: Söndagen den 24 september 2000 |
| Placering                                         | Placering                                         | Idrottare                                         | Nation                                            | Bana                                              | Reaktion                                          | Tid                                               | Kval.                                             | Rekord                                            |
| Heat                                              | Totalt                                            | Idrottare                                         | Nation                                            | Bana                                              | Reaktion                                          | Tid                                               | Kval.                                             | Rekord                                            |
| ------------------------------------------------- | ------------------------------------------------- | ------------------------------------------------- | ------------------------------------------------- | ------------------------------------------------- | ------------------------------------------------- | ------------------------------------------------- | ------------------------------------------------- | ------------------------------------------------- |
| 1                                                 | 3                                                 | Llewellyn Herbert                                 | Sydafrika                                         | 8                                                 | 0,171 s                                           | 49,25 s                                           | Q                                                 |                                                   |
| 2                                                 | 5                                                 | Thomas Goller                                     | Tyskland                                          | 7                                                 | 0.154 s                                           | 49.32 s                                           | Q                                                 |                                                   |
| 3                                                 | 17                                                | Ruslan Masjtjenko                                 | Ryssland                                          | 3                                                 | 0.255 s                                           | 50.01 s                                           | q                                                 |                                                   |
| 4                                                 | 34                                                | Rohan Robinson                                    | Australien                                        | 4                                                 | 0.173 s                                           | 50.80 s                                           |                                                   |                                                   |
| 5                                                 | 35                                                | Willie Smith                                      | Namibia                                           | 5                                                 | 0.156 s                                           | 50.89 s                                           |                                                   |                                                   |
| 6                                                 | 45                                                | Carlos Zbinden                                    | Chile                                             | 6                                                 | 0.180 s                                           | 51.36 s                                           |                                                   |                                                   |
| 7                                                 | 49                                                | Victor Houston                                    | Barbados                                          | 2                                                 | 0.179 s                                           | 51.51 s                                           |                                                   |                                                   |

| Heat 2 av 8 Datum: Söndagen den 24 september 2000 | Heat 2 av 8 Datum: Söndagen den 24 september 2000 | Heat 2 av 8 Datum: Söndagen den 24 september 2000 | Heat 2 av 8 Datum: Söndagen den 24 september 2000 | Heat 2 av 8 Datum: Söndagen den 24 september 2000 | Heat 2 av 8 Datum: Söndagen den 24 september 2000 | Heat 2 av 8 Datum: Söndagen den 24 september 2000 | Heat 2 av 8 Datum: Söndagen den 24 september 2000 | Heat 2 av 8 Datum: Söndagen den 24 september 2000 |
| Placering                                         | Placering                                         | Idrottare                                         | Nation                                            | Bana                                              | Reaktion                                          | Tid                                               | Kval.                                             | Rekord                                            |
| Heat                                              | Totalt                                            | Idrottare                                         | Nation                                            | Bana                                              | Reaktion                                          | Tid                                               | Kval.                                             | Rekord                                            |
| ------------------------------------------------- | ------------------------------------------------- | ------------------------------------------------- | ------------------------------------------------- | ------------------------------------------------- | ------------------------------------------------- | ------------------------------------------------- | ------------------------------------------------- | ------------------------------------------------- |
| 1                                                 | 6                                                 | Fabrizio Mori                                     | Italien                                           | 5                                                 | 0,162 s                                           | 49,35 s                                           | Q                                                 |                                                   |
| 2                                                 | 8                                                 | Boris Gorban                                      | Ryssland                                          | 8                                                 | 0.195 s                                           | 49.44 s                                           | Q                                                 |                                                   |
| 3                                                 | 13                                                | Félix Sánchez                                     | Dominikanska republiken                           | 4                                                 | 0.142 s                                           | 49.70 s                                           | q                                                 |                                                   |
| 4                                                 | 14                                                | Blair Young                                       | Australien                                        | 6                                                 | 0.193 s                                           | 49.75 s                                           | q                                                 |                                                   |
| 5                                                 | 16                                                | Tien-Wen Chen                                     | Kinesiska Taipei                                  | 2                                                 | 0.180 s                                           | 49.93 s                                           | q                                                 | NR                                                |
| 6                                                 | 18T                                               | Erick Keter                                       | Kenya                                             | 3                                                 | 0.269 s                                           | 50.06 s                                           | q                                                 | SB                                                |
| 7                                                 | 22T                                               | Kazuhiko Yamazaki                                 | Japan                                             | 1                                                 | 0.177 s                                           | 50.15 s                                           |                                                   |                                                   |
| 8                                                 | 22T                                               | Yvon Rakotoarimiandry                             | Madagaskar                                        | 7                                                 | 0.185 s                                           | 50.15 s                                           |                                                   |                                                   |

| Heat 3 av 8 Datum: Söndagen den 24 september 2000 | Heat 3 av 8 Datum: Söndagen den 24 september 2000 | Heat 3 av 8 Datum: Söndagen den 24 september 2000 | Heat 3 av 8 Datum: Söndagen den 24 september 2000 | Heat 3 av 8 Datum: Söndagen den 24 september 2000 | Heat 3 av 8 Datum: Söndagen den 24 september 2000 | Heat 3 av 8 Datum: Söndagen den 24 september 2000 | Heat 3 av 8 Datum: Söndagen den 24 september 2000 | Heat 3 av 8 Datum: Söndagen den 24 september 2000 |
| Placering                                         | Placering                                         | Idrottare                                         | Nation                                            | Bana                                              | Reaktion                                          | Tid                                               | Kval.                                             | Rekord                                            |
| Heat                                              | Totalt                                            | Idrottare                                         | Nation                                            | Bana                                              | Reaktion                                          | Tid                                               | Kval.                                             | Rekord                                            |
| ------------------------------------------------- | ------------------------------------------------- | ------------------------------------------------- | ------------------------------------------------- | ------------------------------------------------- | ------------------------------------------------- | ------------------------------------------------- | ------------------------------------------------- | ------------------------------------------------- |
| 1                                                 | 9                                                 | Angelo Taylor                                     | USA                                               | 8                                                 | 0,185 s                                           | 49,48 s                                           | Q                                                 |                                                   |
| 2                                                 | 12                                                | Dinsdale Morgan                                   | Jamaica                                           | 6                                                 | 0.171 s                                           | 49.64 s                                           | Q                                                 |                                                   |
| 3                                                 | 20                                                | Ibou Faye                                         | Senegal                                           | 4                                                 | 0.188 s                                           | 50.09 s                                           |                                                   |                                                   |
| 4                                                 | 29                                                | Arijan Raja Ratnayake                             | Sri Lanka                                         | 7                                                 | 0.346 s                                           | 50.43 s                                           |                                                   |                                                   |
| 5                                                 | 31                                                | Erkinjon Isakov                                   | Uzbekistan                                        | 5                                                 | 0.182 s                                           | 50.71 s                                           |                                                   |                                                   |
| 6                                                 | 37                                                | Hillary Kiprotich Maritim                         | Kenya                                             | 3                                                 | 0.180 s                                           | 51.04 s                                           |                                                   |                                                   |
| 7                                                 | 38                                                | Sylvester Omodiale                                | Nigeria                                           | 2                                                 | 0.189 s                                           | 51.06 s                                           |                                                   |                                                   |

| Heat 4 av 8 Datum: Söndagen den 24 september 2000 | Heat 4 av 8 Datum: Söndagen den 24 september 2000 | Heat 4 av 8 Datum: Söndagen den 24 september 2000 | Heat 4 av 8 Datum: Söndagen den 24 september 2000 | Heat 4 av 8 Datum: Söndagen den 24 september 2000 | Heat 4 av 8 Datum: Söndagen den 24 september 2000 | Heat 4 av 8 Datum: Söndagen den 24 september 2000 | Heat 4 av 8 Datum: Söndagen den 24 september 2000 | Heat 4 av 8 Datum: Söndagen den 24 september 2000 |
| Placering                                         | Placering                                         | Idrottare                                         | Nation                                            | Bana                                              | Reaktion                                          | Tid                                               | Kval.                                             | Rekord                                            |
| Heat                                              | Totalt                                            | Idrottare                                         | Nation                                            | Bana                                              | Reaktion                                          | Tid                                               | Kval.                                             | Rekord                                            |
| ------------------------------------------------- | ------------------------------------------------- | ------------------------------------------------- | ------------------------------------------------- | ------------------------------------------------- | ------------------------------------------------- | ------------------------------------------------- | ------------------------------------------------- | ------------------------------------------------- |
| 1                                                 | 21                                                | Jiri Muzik                                        | Tjeckien                                          | 8                                                 | 0,216 s                                           | 50,11 s                                           | Q                                                 |                                                   |
| 2                                                 | 24                                                | Eric Thomas                                       | USA                                               | 6                                                 | 0.170 s                                           | 50.16 s                                           | Q                                                 |                                                   |
| 3                                                 | 25                                                | Periklis Iakovakis                                | Grekland                                          | 1                                                 | 0.165 s                                           | 50.20 s                                           |                                                   |                                                   |
| 4                                                 | 30                                                | Hideaki Kawamura                                  | Japan                                             | 4                                                 | 0.172 s                                           | 50.68 s                                           |                                                   |                                                   |
| 5                                                 | 39                                                | Vadim Zadoinov                                    | Moldavien                                         | 7                                                 | 0.173 s                                           | 51.08 s                                           |                                                   |                                                   |
| 6                                                 | 47                                                | Mustapha Sdad                                     | Marocko                                           | 2                                                 | 0.216 s                                           | 51.39 s                                           |                                                   |                                                   |
| 7                                                 | 51                                                | Tom McGuirk                                       | Irland                                            | 3                                                 | 0.183 s                                           | 51.73 s                                           |                                                   |                                                   |
| 8                                                 | 58                                                | Du-Yeon Lee                                       | Sydkorea                                          | 5                                                 | 0.192 s                                           | 52.61 s                                           |                                                   |                                                   |

| Heat 5 av 8 Datum: Söndagen den 24 september 2000 | Heat 5 av 8 Datum: Söndagen den 24 september 2000 | Heat 5 av 8 Datum: Söndagen den 24 september 2000 | Heat 5 av 8 Datum: Söndagen den 24 september 2000 | Heat 5 av 8 Datum: Söndagen den 24 september 2000 | Heat 5 av 8 Datum: Söndagen den 24 september 2000 | Heat 5 av 8 Datum: Söndagen den 24 september 2000 | Heat 5 av 8 Datum: Söndagen den 24 september 2000 | Heat 5 av 8 Datum: Söndagen den 24 september 2000 |
| Placering                                         | Placering                                         | Idrottare                                         | Nation                                            | Bana                                              | Reaktion                                          | Tid                                               | Kval.                                             | Rekord                                            |
| Heat                                              | Totalt                                            | Idrottare                                         | Nation                                            | Bana                                              | Reaktion                                          | Tid                                               | Kval.                                             | Rekord                                            |
| ------------------------------------------------- | ------------------------------------------------- | ------------------------------------------------- | ------------------------------------------------- | ------------------------------------------------- | ------------------------------------------------- | ------------------------------------------------- | ------------------------------------------------- | ------------------------------------------------- |
| 1                                                 | 43                                                | Christopher Rawlinson                             | Storbritannien                                    | 3                                                 | 0,184 s                                           | 51,30 s                                           | Q                                                 |                                                   |
| 2                                                 | 48                                                | Paweł Januszewski                                 | Polen                                             | 2                                                 | 0.163 s                                           | 51.40 s                                           | Q                                                 |                                                   |
| 3                                                 | 50                                                | Tibor Bedi                                        | Ungern                                            | 7                                                 | 0.169 s                                           | 51.54 s                                           |                                                   |                                                   |
| 4                                                 | 52                                                | Kenneth Harnden                                   | Zimbabwe                                          | 5                                                 | 0.435 s                                           | 51.83 s                                           |                                                   |                                                   |
| 5                                                 | 53                                                | Leonid Versjinin                                  | Belarus                                           | 4                                                 | 0.151 s                                           | 51.84 s                                           |                                                   |                                                   |
| 6                                                 | 56                                                | Darko Juricic                                     | Kroatien                                          | 1                                                 | 0.167 s                                           | 52.39 s                                           |                                                   |                                                   |
| 7                                                 | 59                                                | Zahr-Edin Al Najem                                | Syrien                                            | 6                                                 | 0.160 s                                           | 52.70 s                                           |                                                   |                                                   |
| 8                                                 | 61                                                | Iliya Dzhivondov                                  | Bulgarien                                         | 8                                                 | 0.279 s                                           | 54.36 s                                           |                                                   |                                                   |

| Heat 6 av 8 Datum: Söndagen den 24 september 2000 | Heat 6 av 8 Datum: Söndagen den 24 september 2000 | Heat 6 av 8 Datum: Söndagen den 24 september 2000 | Heat 6 av 8 Datum: Söndagen den 24 september 2000 | Heat 6 av 8 Datum: Söndagen den 24 september 2000 | Heat 6 av 8 Datum: Söndagen den 24 september 2000 | Heat 6 av 8 Datum: Söndagen den 24 september 2000 | Heat 6 av 8 Datum: Söndagen den 24 september 2000 | Heat 6 av 8 Datum: Söndagen den 24 september 2000 |
| Placering                                         | Placering                                         | Idrottare                                         | Nation                                            | Bana                                              | Reaktion                                          | Tid                                               | Kval.                                             | Rekord                                            |
| Heat                                              | Totalt                                            | Idrottare                                         | Nation                                            | Bana                                              | Reaktion                                          | Tid                                               | Kval.                                             | Rekord                                            |
| ------------------------------------------------- | ------------------------------------------------- | ------------------------------------------------- | ------------------------------------------------- | ------------------------------------------------- | ------------------------------------------------- | ------------------------------------------------- | ------------------------------------------------- | ------------------------------------------------- |
| 1                                                 | 4                                                 | Hadi Soua'an Al-Somaily                           | Saudiarabien                                      | 1                                                 | 0,174 s                                           | 49,28 s                                           | Q                                                 |                                                   |
| 2                                                 | 7                                                 | James Carter                                      | USA                                               | 7                                                 | 0.174 s                                           | 49.41 s                                           | Q                                                 |                                                   |
| 3                                                 | 10                                                | Alwyn Myburgh                                     | Sydafrika                                         | 6                                                 | 0.184 s                                           | 49.57 s                                           | q                                                 |                                                   |
| 4                                                 | 15                                                | Pedro Rodrigues                                   | Portugal                                          | 5                                                 | 0.162 s                                           | 49.90 s                                           | q                                                 |                                                   |
| 5                                                 | 32                                                | Anthony Borsumato                                 | Storbritannien                                    | 4                                                 | 0.155 s                                           | 50.73 s                                           |                                                   |                                                   |
| 6                                                 | 41                                                | Costas Pochanis                                   | Cypern                                            | 3                                                 | 0.244 s                                           | 51.20 s                                           |                                                   |                                                   |
| 7                                                 | 42                                                | Matthew Beckenham                                 | Australien                                        | 8                                                 | 0.176 s                                           | 51.27 s                                           |                                                   |                                                   |
| 8                                                 | 55                                                | Ian Weakley                                       | Jamaica                                           | 2                                                 | 0.179 s                                           | 52.18 s                                           |                                                   |                                                   |

| Heat 7 av 8 Datum: Söndagen den 24 september 2000 | Heat 7 av 8 Datum: Söndagen den 24 september 2000 | Heat 7 av 8 Datum: Söndagen den 24 september 2000 | Heat 7 av 8 Datum: Söndagen den 24 september 2000 | Heat 7 av 8 Datum: Söndagen den 24 september 2000 | Heat 7 av 8 Datum: Söndagen den 24 september 2000 | Heat 7 av 8 Datum: Söndagen den 24 september 2000 | Heat 7 av 8 Datum: Söndagen den 24 september 2000 | Heat 7 av 8 Datum: Söndagen den 24 september 2000 |
| Placering                                         | Placering                                         | Idrottare                                         | Nation                                            | Bana                                              | Reaktion                                          | Tid                                               | Kval.                                             | Rekord                                            |
| Heat                                              | Totalt                                            | Idrottare                                         | Nation                                            | Bana                                              | Reaktion                                          | Tid                                               | Kval.                                             | Rekord                                            |
| ------------------------------------------------- | ------------------------------------------------- | ------------------------------------------------- | ------------------------------------------------- | ------------------------------------------------- | ------------------------------------------------- | ------------------------------------------------- | ------------------------------------------------- | ------------------------------------------------- |
| 1                                                 | 1                                                 | Samuel Matete                                     | Zambia                                            | 1                                                 | 0,184 s                                           | 48,98 s                                           | Q                                                 |                                                   |
| 2                                                 | 2                                                 | Gennadij Gorbenko                                 | Ukraina                                           | 5                                                 | 0.406 s                                           | 49.12 s                                           | Q                                                 | PB                                                |
| 3                                                 | 11                                                | Matt Douglas                                      | Storbritannien                                    | 8                                                 | 0.163 s                                           | 49.62 s                                           | q                                                 |                                                   |
| 4                                                 | 28                                                | Kemel Thompson                                    | Jamaica                                           | 7                                                 | 0.241 s                                           | 50.40 s                                           |                                                   |                                                   |
| 5                                                 | 33                                                | Zid Abou Hamed                                    | Syrien                                            | 3                                                 | 0.117 s                                           | 50.74 s                                           |                                                   |                                                   |
| 6                                                 | 36                                                | Paul Tucker                                       | Guyana                                            | 6                                                 | 0.354 s                                           | 50.92 s                                           |                                                   |                                                   |
| 7                                                 | 40                                                | Radoslav Holubek                                  | Slovakien                                         | 2                                                 | 0.127 s                                           | 51.18 s                                           |                                                   |                                                   |
| 8                                                 | 46                                                | Mowen Boino                                       | Papua Nya Guinea                                  | 4                                                 | 0.406 s                                           | 51.28 s                                           |                                                   | NR                                                |

| Heat 8 av 8 Datum: Söndagen den 24 september 2000 | Heat 8 av 8 Datum: Söndagen den 24 september 2000 | Heat 8 av 8 Datum: Söndagen den 24 september 2000 | Heat 8 av 8 Datum: Söndagen den 24 september 2000 | Heat 8 av 8 Datum: Söndagen den 24 september 2000 | Heat 8 av 8 Datum: Söndagen den 24 september 2000 | Heat 8 av 8 Datum: Söndagen den 24 september 2000 | Heat 8 av 8 Datum: Söndagen den 24 september 2000 | Heat 8 av 8 Datum: Söndagen den 24 september 2000 |
| Placering                                         | Placering                                         | Idrottare                                         | Nation                                            | Bana                                              | Reaktion                                          | Tid                                               | Kval.                                             | Rekord                                            |
| Heat                                              | Totalt                                            | Idrottare                                         | Nation                                            | Bana                                              | Reaktion                                          | Tid                                               | Kval.                                             | Rekord                                            |
| ------------------------------------------------- | ------------------------------------------------- | ------------------------------------------------- | ------------------------------------------------- | ------------------------------------------------- | ------------------------------------------------- | ------------------------------------------------- | ------------------------------------------------- | ------------------------------------------------- |
| 1                                                 | 18T                                               | Eronilde de Araújo                                | Brasilien                                         | 8                                                 | 0,179 s                                           | 50,06 s                                           | Q                                                 |                                                   |
| 2                                                 | 26                                                | Giorgio Frinolli Puzzilli                         | Italien                                           | 6                                                 | 0.179 s                                           | 50.27 s                                           | Q                                                 |                                                   |
| 3                                                 | 27                                                | Vladislav Sjirjajev                               | Ryssland                                          | 4                                                 | 0.179 s                                           | 50.39 s                                           |                                                   |                                                   |
| 4                                                 | 44                                                | Inigo Monreal                                     | Spanien                                           | 5                                                 | 0.502 s                                           | 51.32 s                                           |                                                   |                                                   |
| 5                                                 | 54                                                | Sinisa Pesa                                       | FR Jugoslavien                                    | 7                                                 | 0.165 s                                           | 52.14 s                                           |                                                   |                                                   |
| 6                                                 | 57                                                | Curt Young                                        | Panama                                            | 2                                                 | 0.164 s                                           | 52.46 s                                           |                                                   |                                                   |
| 7                                                 | 60                                                | Iain Harnden                                      | Zimbabwe                                          | 3                                                 | 0.287 s                                           | 54.01 s                                           |                                                   |                                                   |
| 8                                                 | 62                                                | Dai Tamesue                                       | Japan                                             | 1                                                 | 0.256 s                                           | 1:01.81                                           |                                                   |                                                   |

Omgång 1- Totalt
| Omgång 1 Totala resultat | Omgång 1 Totala resultat  | Omgång 1 Totala resultat | Omgång 1 Totala resultat | Omgång 1 Totala resultat | Omgång 1 Totala resultat | Omgång 1 Totala resultat | Omgång 1 Totala resultat | Omgång 1 Totala resultat | Omgång 1 Totala resultat |
| Placering                | Idrottare                 | Nation                   | Heat                     | Bana                     | Placering                | Tid                      | Kval.                    | Rekord                   |                          |
| ------------------------ | ------------------------- | ------------------------ | ------------------------ | ------------------------ | ------------------------ | ------------------------ | ------------------------ | ------------------------ | ------------------------ |
| 1                        | Samuel Matete             | Zambia                   | 7                        | 1                        | 1                        | 49,98 s                  | Q                        |                          |                          |
| 2                        | Gennadij Gorbenko         | Ukraina                  | 7                        | 5                        | 2                        | 49.12 s                  | Q                        | PB                       |                          |
| 3                        | Llewellyn Herbert         | Sydafrika                | 1                        | 8                        | 1                        | 49.25 s                  | Q                        |                          |                          |
| 4                        | Hadi Soua'an Al-Somaily   | Saudiarabien             | 6                        | 1                        | 1                        | 49.28 s                  | Q                        |                          |                          |
| 5                        | Thomas Goller             | Tyskland                 | 1                        | 7                        | 2                        | 49.32 s                  | Q                        |                          |                          |
| 6                        | Fabrizio Mori             | Italien                  | 2                        | 5                        | 1                        | 49.35 s                  | Q                        |                          |                          |
| 7                        | James Carter              | USA                      | 2                        | 7                        | 2                        | 49.41 s                  | Q                        |                          |                          |
| 8                        | Boris Gorban              | Ryssland                 | 2                        | 8                        | 2                        | 49.44 s                  | Q                        |                          |                          |
| 9                        | Angelo Taylor             | USA                      | 3                        | 8                        | 1                        | 49.48 s                  | Q                        |                          |                          |
| 10                       | Alwyn Myburgh             | Sydafrika                | 6                        | 6                        | 3                        | 49.57 s                  | q                        |                          |                          |
| 11                       | Matt Douglas              | Storbritannien           | 7                        | 8                        | 3                        | 49.62 s                  | q                        |                          |                          |
| 12                       | Dinsdale Morgan           | Jamaica                  | 3                        | 6                        | 2                        | 49.64 s                  | Q                        |                          |                          |
| 13                       | Félix Sánchez             | Dominikanska republiken  | 2                        | 4                        | 3                        | 49.70 s                  | q                        |                          |                          |
| 14                       | Blair Young               | Australien               | 2                        | 6                        | 4                        | 49.75 s                  | q                        |                          |                          |
| 15                       | Pedro Rodrigues           | Portugal                 | 6                        | 5                        | 4                        | 49.90 s                  | q                        |                          |                          |
| 16                       | Tien-Wen Chen             | Kinesiska Taipei         | 2                        | 2                        | 5                        | 49.93 s                  | q                        | NR                       |                          |
| 17                       | Ruslan Masjtjenko         | Ryssland                 | 1                        | 3                        | 3                        | 50.01 s                  | q                        |                          |                          |
| 18                       | Eronilde de Araújo        | Brasilien                | 8                        | 8                        | 1                        | 50.06 s                  | Q                        |                          |                          |
| 18                       | Erick Keter               | Kenya                    | 2                        | 3                        | 6                        | 50.06 s                  | q                        | SB                       |                          |
| 20                       | Ibou Faye                 | Senegal                  | 3                        | 4                        | 3                        | 50.09 s                  |                          |                          |                          |
| 21                       | Jiri Muzik                | Tjeckien                 | 4                        | 8                        | 1                        | 50.11 s                  | Q                        |                          |                          |
| 22                       | Yvon Rakotoarimiandry     | Madagaskar               | 2                        | 7                        | 8                        | 50.15 s                  |                          |                          |                          |
| 22                       | Kazuhiko Yamazaki         | Japan                    | 2                        | 1                        | 7                        | 50.15 s                  |                          |                          |                          |
| 24                       | Eric Thomas               | USA                      | 4                        | 6                        | 2                        | 50.16 s                  | Q                        |                          |                          |
| 25                       | Periklis Iakovakis        | Grekland                 | 4                        | 1                        | 3                        | 50.20 s                  |                          |                          |                          |
| 26                       | Giorgio Frinolli Puzzilli | Italien                  | 8                        | 6                        | 2                        | 50.27 s                  | Q                        |                          |                          |
| 27                       | Vladislav Sjirjajev       | Ryssland                 | 8                        | 4                        | 3                        | 50.39 s                  |                          |                          |                          |
| 28                       | Kemel Thompson            | Jamaica                  | 7                        | 7                        | 4                        | 50.40 s                  |                          |                          |                          |
| 29                       | Arijan Raja Ratnayake     | Sri Lanka                | 3                        | 7                        | 4                        | 50.43 s                  |                          |                          |                          |
| 30                       | Hideaki Kawamura          | Japan                    | 4                        | 4                        | 4                        | 50.68 s                  |                          |                          |                          |
| 31                       | Erkinjon Isakov           | Uzbekistan               | 3                        | 5                        | 5                        | 50.71 s                  |                          |                          |                          |
| 32                       | Anthony Borsumato         | Storbritannien           | 6                        | 4                        | 5                        | 50.73 s                  |                          |                          |                          |
| 33                       | Zid Abou Hamed            | Syrien                   | 7                        | 3                        | 5                        | 50.74 s                  |                          |                          |                          |
| 34                       | Rohan Robinson            | Australien               | 1                        | 4                        | 4                        | 50.80 s                  |                          |                          |                          |
| 35                       | Willie Smith              | Namibia                  | 1                        | 5                        | 5                        | 50.89 s                  |                          |                          |                          |
| 36                       | Paul Tucker               | Guyana                   | 7                        | 6                        | 6                        | 50.92 s                  |                          |                          |                          |
| 37                       | Hillary Kiprotich Maritim | Kenya                    | 3                        | 3                        | 6                        | 51.04 s                  |                          |                          |                          |
| 38                       | Sylvester Omodiale        | Nigeria                  | 3                        | 2                        | 7                        | 51.06 s                  |                          |                          |                          |
| 39                       | Vadim Zadoinov            | Moldavien                | 4                        | 7                        | 5                        | 51.08 s                  |                          |                          |                          |
| 40                       | Radoslav Holubek          | Slovakien                | 7                        | 2                        | 7                        | 51.18 s                  |                          |                          |                          |
| 41                       | Costas Pochanis           | Cypern                   | 6                        | 3                        | 6                        | 51.20 s                  |                          |                          |                          |
| 42                       | Matthew Beckenham         | Australien               | 6                        | 8                        | 7                        | 51.27 s                  |                          |                          |                          |
| 43                       | Christopher Rawlinson     | Storbritannien           | 5                        | 3                        | 1                        | 51.30 s                  | Q                        |                          |                          |
| 44                       | Inigo Monreal             | Spanien                  | 8                        | 5                        | 4                        | 51.32 s                  |                          |                          |                          |
| 45                       | Carlos Zbinden            | Chile                    | 1                        | 6                        | 6                        | 51.36 s                  |                          |                          |                          |
| 46                       | Mowen Boino               | Papua Nya Guinea         | 7                        | 4                        | 8                        | 51.28 s                  |                          | NR                       |                          |
| 47                       | Mustapha Sdad             | Marocko                  | 4                        | 2                        | 6                        | 51.39 s                  |                          |                          |                          |
| 48                       | Paweł Januszewski         | Polen                    | 5                        | 2                        | 2                        | 51.40 s                  | Q                        |                          |                          |
| 49                       | Victor Houston            | Barbados                 | 1                        | 2                        | 7                        | 51.51 s                  |                          |                          |                          |
| 50                       | Tibor Bedi                | Ungern                   | 5                        | 7                        | 3                        | 51.54 s                  |                          |                          |                          |
| 51                       | Tom McGuirk               | Irland                   | 4                        | 3                        | 7                        | 51.73 s                  |                          |                          |                          |
| 52                       | Kenneth Harnden           | Zimbabwe                 | 5                        | 5                        | 4                        | 51.83 s                  |                          |                          |                          |
| 53                       | Leonid Versjinin          | Belarus                  | 5                        | 4                        | 5                        | 51.84 s                  |                          |                          |                          |
| 54                       | Sinisa Pesa               | FR Jugoslavien           | 8                        | 7                        | 5                        | 52.14 s                  |                          |                          |                          |
| 55                       | Ian Weakley               | Jamaica                  | 6                        | 2                        | 8                        | 52.18 s                  |                          |                          |                          |
| 56                       | Darko Juricic             | Kroatien                 | 5                        | 1                        | 6                        | 52.39 s                  |                          |                          |                          |
| 57                       | Curt Young                | Panama                   | 8                        | 2                        | 6                        | 52.46 s                  |                          |                          |                          |
| 58                       | Du-Yeon Lee               | Sydkorea                 | 4                        | 5                        | 8                        | 52.61 s                  |                          |                          |                          |
| 59                       | Zahr-Edin Al Najem        | Syrien                   | 5                        | 6                        | 7                        | 52.70 s                  |                          |                          |                          |
| 60                       | Iain Harnden              | Zimbabwe                 | 8                        | 3                        | 7                        | 54.01 s                  |                          |                          |                          |
| 61                       | Iliya Dzhivondov          | Bulgarien                | 5                        | 8                        | 8                        | 54.36 s                  |                          |                          |                          |
| 62                       | Dai Tamesue               | Japan                    | 8                        | 1                        | 8                        | 1.01,81                  |                          |                          |                          |

#### Semifinaler
| Heat 1 av 3 Datum: Måndagen den 25 september 2000 | Heat 1 av 3 Datum: Måndagen den 25 september 2000 | Heat 1 av 3 Datum: Måndagen den 25 september 2000 | Heat 1 av 3 Datum: Måndagen den 25 september 2000 | Heat 1 av 3 Datum: Måndagen den 25 september 2000 | Heat 1 av 3 Datum: Måndagen den 25 september 2000 | Heat 1 av 3 Datum: Måndagen den 25 september 2000 | Heat 1 av 3 Datum: Måndagen den 25 september 2000 | Heat 1 av 3 Datum: Måndagen den 25 september 2000 |
| Placering                                         | Placering                                         | Idrottare                                         | Nation                                            | Bana                                              | Reaktion                                          | Tid                                               | Kval.                                             | Rekord                                            |
| Heat                                              | Totalt                                            | Idrottare                                         | Nation                                            | Bana                                              | Reaktion                                          | Tid                                               | Kval.                                             | Rekord                                            |
| ------------------------------------------------- | ------------------------------------------------- | ------------------------------------------------- | ------------------------------------------------- | ------------------------------------------------- | ------------------------------------------------- | ------------------------------------------------- | ------------------------------------------------- | ------------------------------------------------- |
| 1                                                 | 1                                                 | Hadi Soua'an Al-Somaily                           | Saudiarabien                                      | 6                                                 | 0,316 s                                           | 48,14 s                                           | Q                                                 | AR                                                |
| 2                                                 | 3T                                                | Fabrizio Mori                                     | Italien                                           | 4                                                 |                                                   | 48.40 s                                           | Q                                                 | SB                                                |
| 3                                                 | 3T                                                | Gennadij Gorbenko                                 | Ukraina                                           | 5                                                 | 0.478 s                                           | 48.40 s                                           | q                                                 | PB                                                |
| 4                                                 | 5                                                 | Paweł Januszewski                                 | Polen                                             | 7                                                 | 0.244 s                                           | 48.42 s                                           | q                                                 | SB                                                |
| 5                                                 | 13T                                               | Eric A Thomas                                     | USA                                               | 2                                                 | 0.188 s                                           | 49.25 s                                           |                                                   |                                                   |
| 6                                                 | 16                                                | Thomas Goller                                     | Tyskland                                          | 3                                                 | 0.152 s                                           | 49.28 s                                           |                                                   |                                                   |
| 7                                                 | 18                                                | Pedro Rodrigues                                   | Portugal                                          | 1                                                 | 0.163 s                                           | 49.48 s                                           |                                                   | SB                                                |
| 8                                                 | 23                                                | Tien-Wen Chen                                     | Kinesiska Taipei                                  | 8                                                 | 0.182 s                                           | 50.52 s                                           |                                                   |                                                   |

| Heat 2 av 3 Datum: Måndagen den 25 september 2000 | Heat 2 av 3 Datum: Måndagen den 25 september 2000 | Heat 2 av 3 Datum: Måndagen den 25 september 2000 | Heat 2 av 3 Datum: Måndagen den 25 september 2000 | Heat 2 av 3 Datum: Måndagen den 25 september 2000 | Heat 2 av 3 Datum: Måndagen den 25 september 2000 | Heat 2 av 3 Datum: Måndagen den 25 september 2000 | Heat 2 av 3 Datum: Måndagen den 25 september 2000 | Heat 2 av 3 Datum: Måndagen den 25 september 2000 |
| Placering                                         | Placering                                         | Idrottare                                         | Nation                                            | Bana                                              | Reaktion                                          | Tid                                               | Kval.                                             | Rekord                                            |
| Heat                                              | Totalt                                            | Idrottare                                         | Nation                                            | Bana                                              | Reaktion                                          | Tid                                               | Kval.                                             | Rekord                                            |
| ------------------------------------------------- | ------------------------------------------------- | ------------------------------------------------- | ------------------------------------------------- | ------------------------------------------------- | ------------------------------------------------- | ------------------------------------------------- | ------------------------------------------------- | ------------------------------------------------- |
| 1                                                 | 2                                                 | Llewellyn Herbert                                 | Sydafrika                                         | 4                                                 | 0,153 s                                           | 48,38 s                                           | Q                                                 |                                                   |
| 2                                                 | 7                                                 | Angelo Taylor                                     | USA                                               | 3                                                 | 0.250 s                                           | 48.49 s                                           | Q                                                 |                                                   |
| 3                                                 | 9                                                 | Ruslan Masjtjenko                                 | Ryssland                                          | 7                                                 | 0.177 s                                           | 48.49 s                                           |                                                   |                                                   |
| 4                                                 | 14                                                | Blair Young                                       | Australien                                        | 8                                                 | 0.255 s                                           | 49.20 s                                           |                                                   |                                                   |
| 5                                                 | 16                                                | Jiri Muzik                                        | Tjeckien                                          | 5                                                 | 0.277 s                                           | 49.23 s                                           |                                                   |                                                   |
| 6                                                 | 13T                                               | Christopher Rawlinson                             | Storbritannien                                    | 6                                                 | 0.177 s                                           | 49.25 s                                           |                                                   |                                                   |
| 7                                                 | 20                                                | Félix Sánchez                                     | Dominikanska republiken                           | 1                                                 | 0.178 s                                           | 49.69 s                                           |                                                   |                                                   |
| 8                                                 | 22T                                               | Giorgio Frinolli Puzzilli                         | Italien                                           | 2                                                 | 0.242 s                                           | 50.10 s                                           |                                                   |                                                   |

| Heat 3 av 3 Datum: Måndagen den 25 september 2000 | Heat 3 av 3 Datum: Måndagen den 25 september 2000 | Heat 3 av 3 Datum: Måndagen den 25 september 2000 | Heat 3 av 3 Datum: Måndagen den 25 september 2000 | Heat 3 av 3 Datum: Måndagen den 25 september 2000 | Heat 3 av 3 Datum: Måndagen den 25 september 2000 | Heat 3 av 3 Datum: Måndagen den 25 september 2000 | Heat 3 av 3 Datum: Måndagen den 25 september 2000 | Heat 3 av 3 Datum: Måndagen den 25 september 2000 |
| Placering                                         | Placering                                         | Idrottare                                         | Nation                                            | Bana                                              | Reaktion                                          | Tid                                               | Kval.                                             | Rekord                                            |
| Heat                                              | Totalt                                            | Idrottare                                         | Nation                                            | Bana                                              | Reaktion                                          | Tid                                               | Kval.                                             | Rekord                                            |
| ------------------------------------------------- | ------------------------------------------------- | ------------------------------------------------- | ------------------------------------------------- | ------------------------------------------------- | ------------------------------------------------- | ------------------------------------------------- | ------------------------------------------------- | ------------------------------------------------- |
| 1                                                 | 6                                                 | James Carter                                      | USA                                               | 3                                                 | 0,202 s                                           | 48,48 s                                           | Q                                                 |                                                   |
| 2                                                 | 8                                                 | Eronilde de Araújo                                | Brasilien                                         | 4                                                 | 0.181 s                                           | 48.76 s                                           | Q                                                 |                                                   |
| 3                                                 | 10                                                | Samuel Matete                                     | Zambia                                            | 6                                                 | 0.228 s                                           | 48.98 s                                           |                                                   |                                                   |
| 4                                                 | 13T                                               | Alwyn Myburgh                                     | Sydafrika                                         | 1                                                 | 0.202 s                                           | 49.25 s                                           |                                                   |                                                   |
| 5                                                 | 17                                                | Boris Gorban                                      | Ryssland                                          | 5                                                 | 0.454 s                                           | 49.29 s                                           |                                                   |                                                   |
| 6                                                 | 19                                                | Matt Douglas                                      | Storbritannien                                    | 8                                                 | 0.177 s                                           | 49.53 s                                           |                                                   |                                                   |
| 7                                                 | 22                                                | Dinsdale Morgan                                   | Jamaica                                           | 2                                                 | 0.166 s                                           | 50.23 s                                           |                                                   |                                                   |
| 8                                                 | 24                                                | Erick Keter                                       | Kenya                                             | 7                                                 | 0.202 s                                           | 51.25 s                                           |                                                   |                                                   |

Semifinaler - totalt
| Semifinaler Totala resultat | Semifinaler Totala resultat | Semifinaler Totala resultat | Semifinaler Totala resultat | Semifinaler Totala resultat | Semifinaler Totala resultat | Semifinaler Totala resultat | Semifinaler Totala resultat | Semifinaler Totala resultat | Semifinaler Totala resultat |
| Placering                   | Idrottare                   | Nation                      | Heat                        | Bana                        | Placering                   | Tid                         | Kval.                       | Rekord                      |                             |
| --------------------------- | --------------------------- | --------------------------- | --------------------------- | --------------------------- | --------------------------- | --------------------------- | --------------------------- | --------------------------- | --------------------------- |
| 1                           | Hadi Soua'an Al-Somaily     | Saudiarabien                | 1                           | 6                           | 1                           | 48,14 s                     | Q                           | AR                          |                             |
| 2                           | Llewellyn Herbert           | Sydafrika                   | 2                           | 4                           | 1                           | 48.38 s                     | Q                           |                             |                             |
| 3                           | Fabrizio Mori               | Italien                     | 1                           | 4                           | 2                           | 48.40 s                     | Q                           | SB                          |                             |
| 3                           | Gennadij Gorbenko           | Ukraina                     | 1                           | 5                           | 3                           | 48.80 s                     | q                           | PB                          |                             |
| 5                           | Paweł Januszewski           | Polen                       | 1                           | 7                           | 4                           | 48.42 s                     | q                           | SB                          |                             |
| 6                           | James Carter                | USA                         | 3                           | 3                           | 1                           | 48.48 s                     | Q                           |                             |                             |
| 7                           | Angelo Taylor               | USA                         | 2                           | 3                           | 2                           | 48.49 s                     | Q                           |                             |                             |
| 8                           | Eronilde de Araújo          | Brasilien                   | 3                           | 4                           | 2                           | 48.76 s                     | Q                           |                             |                             |
| 9                           | Ruslan Masjtjenko           | Ryssland                    | 2                           | 7                           | 3                           | 48.94 s                     | Q                           |                             |                             |
| 10                          | Samuel Matete               | Zambia                      | 3                           | 6                           | 3                           | 48.98 s                     |                             |                             |                             |
| 11                          | Blair Young                 | Australien                  | 2                           | 8                           | 4                           | 49.20 s                     |                             |                             |                             |
| 12                          | Jiri Muzik                  | Tjeckien                    | 2                           | 5                           | 5                           | 49.23 s                     |                             |                             |                             |
| 13                          | Alwyn Myburgh               | Sydafrika                   | 3                           | 1                           | 4                           | 49.25 s                     |                             |                             |                             |
| 13                          | Christopher Rawlinson       | Storbritannien              | 2                           | 6                           | 6                           | 49.25 s                     |                             |                             |                             |
| 13                          | Eric Thomas                 | USA                         | 1                           | 2                           | 5                           | 49.25 s                     |                             |                             |                             |
| 16                          | Thomas Goller               | Tyskland                    | 1                           | 3                           | 6                           | 49.28 s                     |                             |                             |                             |
| 17                          | Boris Gorban                | Ryssland                    | 3                           | 5                           | 5                           | 49.29 s                     |                             |                             |                             |
| 18                          | Pedro Rodrigues             | Portugal                    | 1                           | 1                           | 7                           | 49.48 s                     |                             | SB                          |                             |
| 19                          | Matt Douglas                | Storbritannien              | 3                           | 8                           | 6                           | 49.53 s                     |                             |                             |                             |
| 20                          | Félix Sánchez               | Dominikanska republiken     | 2                           | 1                           | 7                           | 49.69 s                     |                             |                             |                             |
| 21                          | Giorgio Frinolli Puzzilli   | Italien                     | 2                           | 2                           | 8                           | 50.10 s                     |                             |                             |                             |
| 22                          | Dinsdale Morgan             | Jamaica                     | 3                           | 2                           | 7                           | 50.23 s                     |                             |                             |                             |
| 23                          | Tien-Wen Chen               | Kinesiska Taipei            | 1                           | 8                           | 8                           | 50.52 s                     |                             |                             |                             |
| 24                          | Erick Keter                 | Kenya                       | 3                           | 7                           | 8                           | 51.25 s                     |                             |                             |                             |

### Final
| 1 | Angelo Taylor           | USA          | 1 | 0,179 s | 47,50 s | PB |
| 2 | Hadi Soua'an Al-Somaily | Saudiarabien | 4 | 0,437 s | 47,53 s | AR |
| 3 | Llewellyn Herbert       | Sydafrika    | 6 | 0,169 s | 47,81 s | NR |
| 4 | James Carter            | USA          | 5 | 0,421 s | 48,04 s | PB |
| 5 | Eronilde de Araújo      | Brasilien    | 8 | 0,190 s | 48,34 s |    |
| 6 | Paweł Januszewski       | Polen        | 2 | 0,149 s | 48,44 s |    |
| 7 | Fabrizio Mori           | Italien      | 3 | 0,198 s | 48,78 s |    |
| 8 | Gennadij Gorbenko       | Ukraina      | 7 | 0,395 s | 49,01   |    |